# أشلي كين
أشلي كين (بالإنجليزية: Ashley Cain)‏ هي متزلجة فنية أمريكية، ولدت في 22 يوليو 1995 في كارولتون في الولايات المتحدة.

## وصلات خارجية
- أشلي كين على موقع الاتحاد الدولي للتزلج (الإنجليزية)
- أشلي كين على موقع الاتحاد الدولي للتزلج (الإنجليزية)
- أشلي كين على موقع الاتحاد الدولي للتزلج (الإنجليزية)
- أشلي كين على موقع اللجنة الأولمبية الدولية (الإنجليزية)
- أشلي كين على موقع أوليمبيديا (الإنجليزية)
- أشلي كين على موقع اللجنة الأولمبية والبارالمبية الأمريكية (الإنجليزية)